# Tütersburg 23

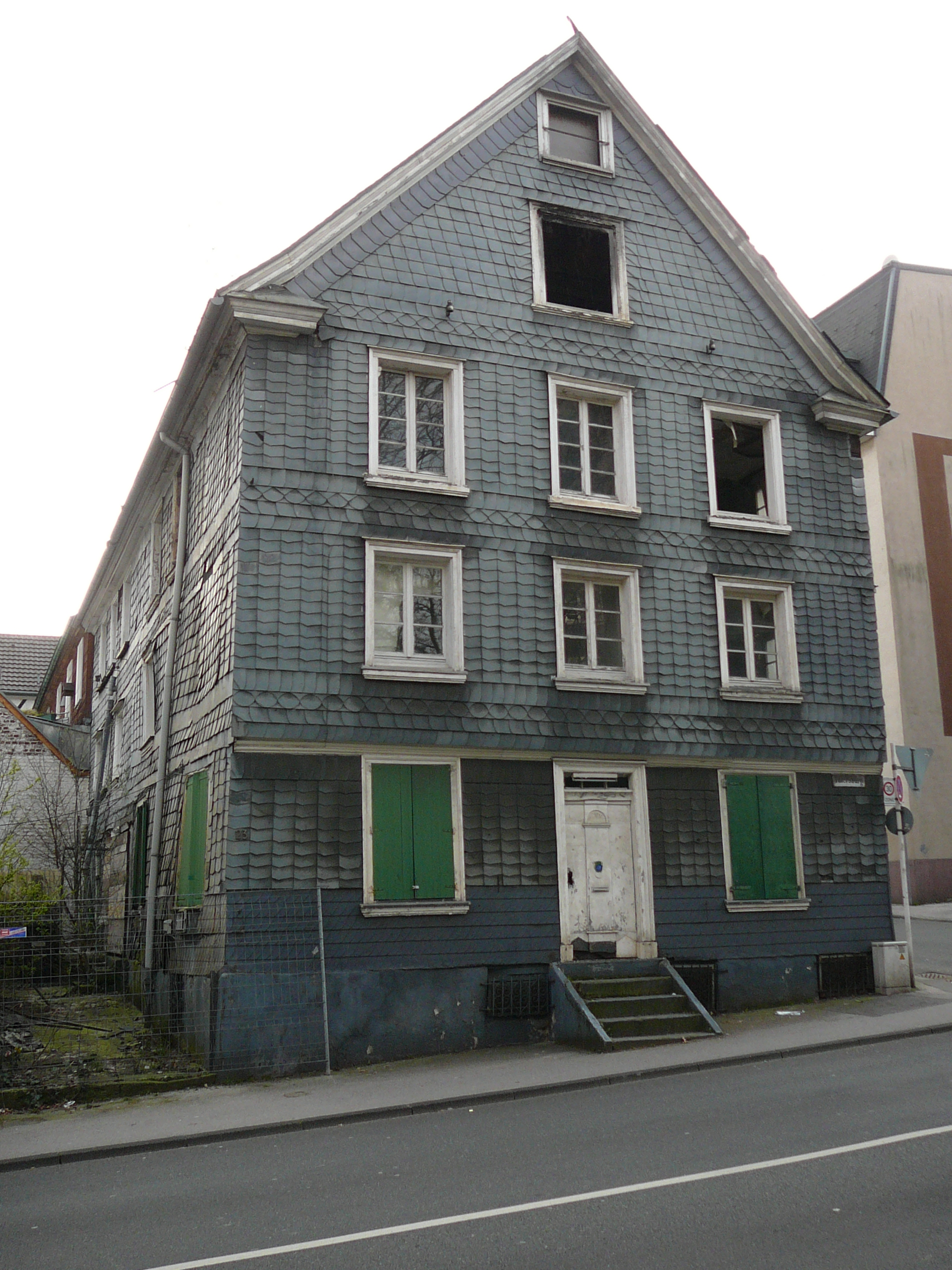
Das Haus Tütersburg 23 (April 2008)

Das 2009 abgerissene Wohnhaus Tütersburg 23 an den Straßen Tütersburg/Eylauer Straße war als Baudenkmal unter Schutz gestellt. Es lag im heutigen Wuppertaler Stadtbezirk Oberbarmen im Wohnquartier Wichlinghausen-Nord.

## Architektur
Das verschieferte Fachwerkgebäude aus der zweiten Hälfte des 18. Jahrhunderts (nach einem Zeitungsbericht um das Jahr 1870) war dreigeschossig und war vermutlich aus ehemals zwei selbständigen Gebäudeteilen unter einem gemeinsamen Satteldach zusammengefasst.
Das für die bergische Fachwerkbauweise typische Haus gehörte zum historischen Ortskern Wichlinghausens und war unter anderem aus diesem Grund am 4. September 1987 als Baudenkmal anerkannt und in die Denkmalliste der Stadt Wuppertal eingetragen worden.

## Geschichte

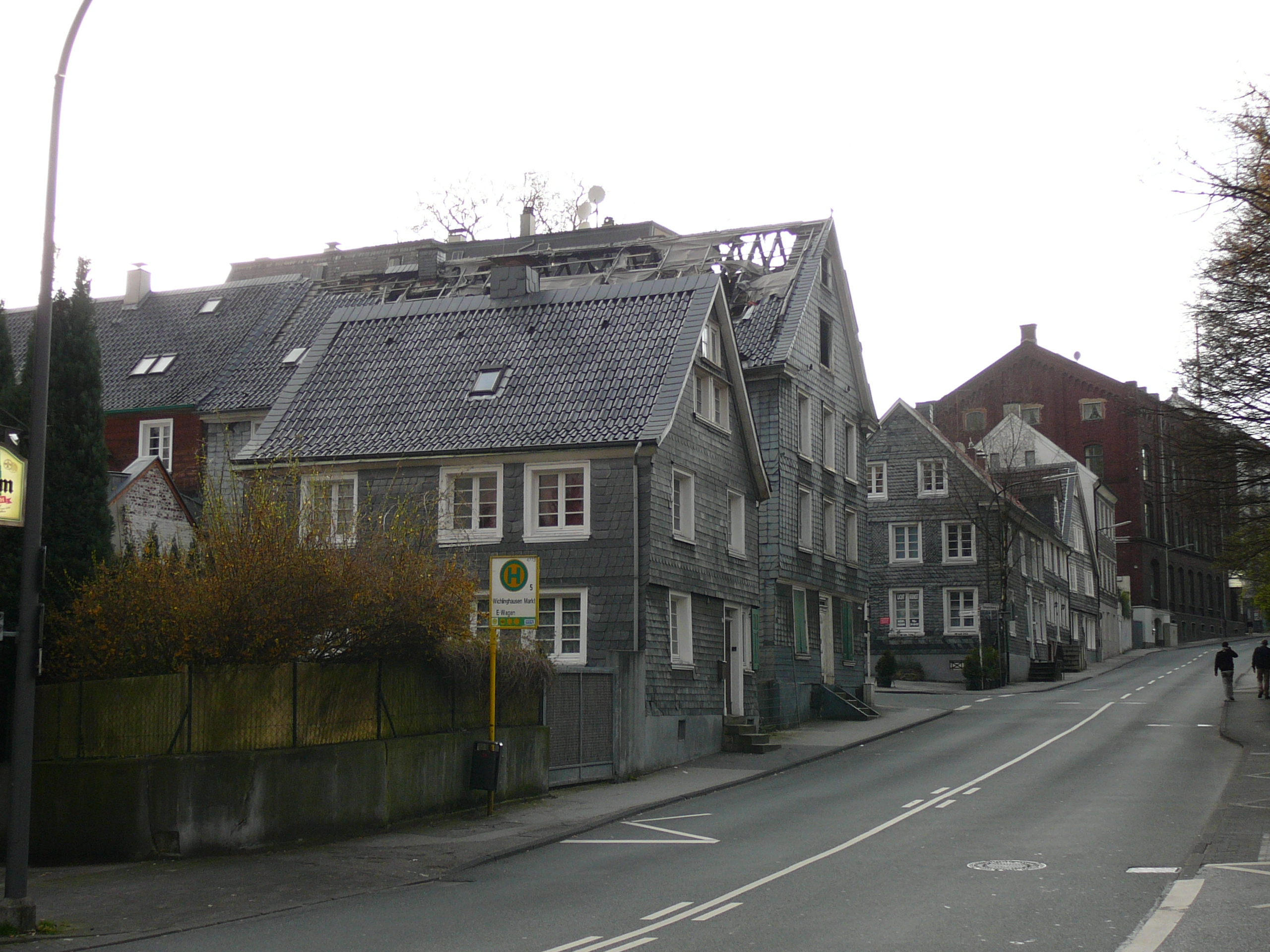
Tütersburg 23 mit abgebranntem Dachstuhl (April 2008)

Das Gebäude wurde Anfang 2004 von seinem Vorbesitzer verlassen. Ein neuer Besitzer fand sich im Rahmen einer Zwangsversteigerung im Sommer desselben Jahres. Kurz darauf gab es einen Brand im Dachstuhl, seitdem befand sich das Gebäude in einem verheerenden Zustand. Regen drang in das Gebäude ein, das nur unzureichend geschützt dem Wetter ausgesetzt war. Bei vergangenen Stürmen flogen Teile des Hauses und des provisorischen Wetterschutzes durch die Straße und gefährdeten Nachbarn und Nachbargebäude.
Am 21. April 2008 wurde die Verwaltung der Stadt Wuppertal durch die Bezirksvertretung Oberbarmen aufgefordert, sich mit dem Eigentümer in Verbindung zu setzen, um eine Gebäudesicherung sowie eine Instandsetzung zu erwirken.
Bei einer Ortsbesichtigung durch einen Baufachbeauftragten im Auftrage durch die Stadt Wuppertal am Freitag, den 30. Januar 2009 zeigte sich der aktuelle Zustand des Hauses dramatisch. Der Baufachbeauftragte stellte eine akute Einsturzgefahr fest und rief das Technische Hilfswerk (THW), um das Haus mit Stützbalken und Zugankern zu sichern. Die Arbeiten, bei denen rund 40 THW-Helfer gleichzeitig anwesend waren, dauerten bis in die frühen Stunden des Sonntages an. Da die THW-Helfer durch andere Ortsverbände aus den Nachbargemeinden abgelöst wurden, waren an der Aktion rund 150 Mann beteiligt.
Die Entscheidung, in welcher Form das Haus zu retten war, stand zum damaligen Zeitpunkt noch aus. Nach einem Zeitungsbericht war der derzeitige Eigentümer verschollen. Die Kosten des THW-Einsatzes wurden im fünfstelligen Bereich kalkuliert. Ein Sprecher der Stadt äußerte sich, dass das Gebäude wohl nicht zu retten sei. Ein Antrag auf Abriss vom Eigentümer lag schon vor, der auf Grund des Denkmalschutzes detailliert noch geprüft werden musste.
Das Haus wurde Mitte 2009 von der Stadt Wuppertal abgerissen.